# Cyber Speedway
Cyber Speedway (Japans: グラン チェイサー, Gran Chaser) is een computerspel dat werd ontwikkeld door NexTech en uitgegeven door Sega. Het spel kwam in 1995 uit voor de Sega Saturn. 

## Gameplay
Het spel is het spirituele vervolg van CyberRace dat in 1993 uitkwam. Het racespel speelt zich af in de toekomst. De bewoners van verschillende planeten bestrijden elkaar niet meer met oorlogen, maar door middel van autoraces. De speler neemt deel namens de aarde. Elke race bestaat uit vijf ronden waarbij als eerste geëindigd moet worden om verder te komen. De speler heeft raketten om zijn tegenstanders te vertragen. De auto's van beide spellen zijn ontworpen door Syd Mead.

## Ontvangst
| Beoordeeld door                      | Datum            | Score |
| ------------------------------------ | ---------------- | ----- |
| Joypad                               | december 1995    | 92%   |
| Consoles Plus                        | december 1995    | 89%   |
| Hobby Consolas                       | november 1995    | 84%   |
| Game Players                         | november 1995    | 82%   |
| GamePro (USA)                        | oktober 1995     | 70%   |
| CD Player                            | 1996             | 50%   |
| IMPLANTgames                         | 23 augustus 2009 | 50%   |
| Video Games & Computer Entertainment | november 1995    | 40%   |
| The Video Game Critic                | 14 maart 2006    | 16%   |